# Myscelia capenas
Myscelia capenas är en fjärilsart som beskrevs av William Chapman Hewitson 1857. Myscelia capenas ingår i släktet Myscelia och familjen praktfjärilar. Inga underarter finns listade i Catalogue of Life.

## Bildgalleri

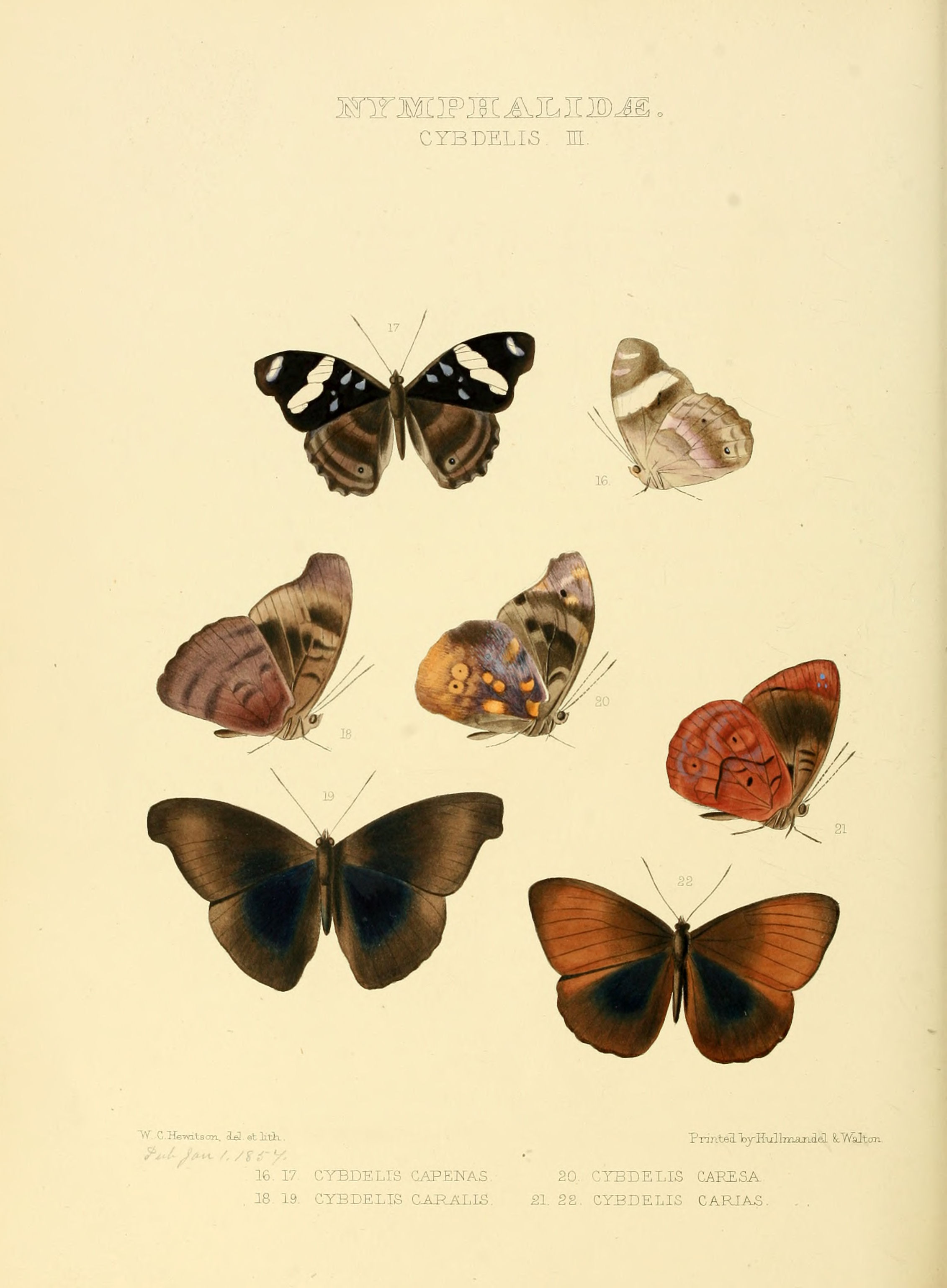